# Resine fenoliche
Le resine fenoliche sono una famiglia di polimeri ottenuti per reazione tra fenolo e formaldeide. In funzione del rapporto tra i due reagenti si dividono a loro volta in novolacche e resoli.
Una di esse, la bachelite, è considerata la prima materia plastica sintetica comparsa al mondo.
Sono in genere materiali termoindurenti, ovvero non possono essere ulteriormente fusi dopo lo stampaggio, perché possiedono una struttura reticolare.

## Storia
La prima resina fenolo-formaldeide, fu preparata nel 1906 dal belga Leo Baekeland a New York, nel tentativo di produrre una gommalacca sintetica. Nel 1907 R. W. Seaburg miscelò la resina ottenuta da Baeckeland con della farina fossile ed ottenne il prodotto che sarebbe stato successivamente commercializzato con il nome di bachelite dalla Bakelite Corporation, la prima industria di resine sintetiche al mondo.

## Sintesi
La reazione è una reazione di sostituzione elettrofila attraverso cui una molecola di formaldeide si sostituisce agli atomi di idrogeno nelle posizioni orto e para del fenolo; il metilol-fenolo così ottenuto reagisce con altre molecole di fenolo eliminando una molecola di acqua per ogni reazione, il risultato è che più molecole di fenolo risultano unite da ponti -CH2- legati alle loro posizioni orto e para.
Oltre al fenolo viene impiegato anche il "cresolo commerciale", ovvero una miscela di orto-cresolo, para-cresolo e meta-cresolo, quest'ultimo presente in ragione del 40-45% nella miscela che per questo utilizzo non è conveniente purificare ulteriormente.

Dalle proporzioni tra fenolo e cresolo e tra questi e la formaldeide dipendono le proprietà fisiche e reologiche della resina che verrà a prodursi dalla reazione di condensazione.
L'aldeide più usata è la formaldeide, in soluzione acquosa o in forma di paraformaldeide; anche altre aldeidi possono essere impiegate in sostituzione o in miscela con la formaldeide; tra esse l'acetaldeide ed il furfurolo.

### Novolacche
Con un rapporto aldeide: fenolo inferiore a 1 ed una catalisi acida si ottengono le cosiddette novolacche, polimeri termoplastici - ovvero che possono essere fusi e rimodellati per riscaldamento - perché costituiti da lunghe molecole lineari.
Avendo conservato sugli anelli aromatici degli idrogeni reattivi, le novolacche possono essere ulteriormente fatte reagire e convertite in polimeri reticolari simili ai resoli.

### Resoli
Con un rapporto aldeide : fenolo superiore a 1 ed una catalisi basica si ottengono invece i cosiddetti resoli, polimeri termoindurenti dalla struttura reticolare, assimilabile a quella di una novolacca in cui residui di aldeide fanno da ponte tra catene diverse. La reticolazione di questo polimero può avvenire mediante riscaldamento (indurimento a caldo) o per aggiunta di acidi (indurimento a freddo).

## Proprietà
In genere le resine fenolo-formaldeide e simili sono prodotti viscosi e collosi, liquidi e solubili in alcali o in opportuni solventi organici; possono pertanto essere impiegate come vernici o mastici o altri prodotti che induriscono per essiccamento.
Le resine fenolo-formaldeide possono anche essere utilizzate su un supporto costituito da altro materiale solido, per essere successivamente granulate e modellate per stampaggio; i materiali di supporto (i riempitivi) sono vari; tra essi si annoverano la farina di legno (cellulosa proveniente dagli scarti di lavorazione di legni dolci quali l'abete o il pioppo), la farina di gusci di noce di cocco, cotone in fiocchi o cascami, fibre di nylon e di rayon, gomma sintetica, grafite, mica e farina fossile.
A tale miscela possono essere aggiunti - in funzione delle proprietà richieste al materiale - altri additivi quali coloranti, fluidificanti, agenti indurenti, e così via.

## Applicazioni
Le resine fenolo-formaldeide supportate su riempitivi sono state il primo materiale plastico adatto allo stampaggio e alla produzione in serie di manufatti - carcasse di telefoni, montature di occhiali, caschi, coperchi, ecc.
Oggi sono rimpiazzate da altri polimeri in numerose di queste applicazioni.